# Катастрофа de Havilland Comet под Неаполем
Катастрофа de Havilland Comet под Неаполем — авиационная катастрофа, произошедшая в четверг 8 апреля 1954 года. Авиалайнер De Havilland DH-106 Comet 1 («Комета 1») авиакомпании British Overseas Airways Corporation (BOAC) выполнял плановый межконтинентальный рейс SA201 для авиакомпании South African Airways (SAA) по маршруту Лондон—Рим—Каир—Йоханнесбург, но через 38 минут после вылета из Рима на высоте 10 700 метров испытал взрывную декомпрессию, в результате чего разрушился в воздухе и рухнул в Средиземное море к югу от Неаполя. Погибли все находившиеся на его борту 21 человек — 14 пассажиров и 7 членов экипажа.
Катастрофа рейса SA201 произошла всего через 2 недели после возобновления полётов самолётов данного типа, ранее прерванных в связи с произошедшей 10 января катастрофой аналогичного лайнера (рейса BA781) у острова Эльба. Произошедшие за короткий промежуток времени две схожие катастрофы привели к решению прекратить полёты самолёта «Комета 1» до выяснения причин, что пагубно сказалось на репутации этих реактивных авиалайнеров.

## Предшествующие обстоятельства
Утром 10 января 1954 года при хороших погодных условиях De Havilland DH-106 Comet 1 авиакомпании BOAC (борт G-ALYP, имя Yoke Peter) выполнял плановый перелёт из Рима в Лондон (последний отрезок рейса BA781), когда через 20 минут после вылета из аэропорта Чампино связь с ним прервалась. По свидетельствам очевидцев на острове Эльба, они услышали грохот в небе, после чего увидели обломки авиалайнера, которые упали в воду. По невыясненным на тот момент причинам самолёт разрушился на высоте 8250 метров. Сразу после сообщения о катастрофе в авиакомпании BOAC приняли решение приостановить полёты всех Comet 1 до выяснения причин катастрофы. На следующий день в лондонском аэропорту Хитроу состоялось собрание, на котором определили вероятные причины катастрофы и необходимые работы по модернизации существующего парка самолётов данного типа, чтобы Министерство транспорта и Гражданской авиации допустило их обратно к полётам. Стоит отметить, что лётный сертификат у «Комет 1» при этом не отзывали.
Однако прекращение эксплуатации реактивных «Комет 1» и их простой в ангарах приводили к значительным ежедневным убыткам для авиакомпании BOAC. Причины катастрофы между тем ещё не были установлены. Тогда 17 февраля заместитель начальника авиакомпании по разработкам отправил руководству BOAC отчёты и бумаги по всем проверкам, расследованиям, модификациям и прочим работам, выполненных на «Кометах 1» с момента их отстранения от пассажирской эксплуатации. 19 февраля эти бумаги и отчёты были переданы в Министерство транспорта и Гражданской авиации; также было передано сопроводительное письмо, что никаких признаков причины катастрофы рейса 781 на тот момент не было обнаружено.
Авиакомпания BOAC считала, что сделала все необходимые шаги для возвращения данного типа самолёта обратно в пассажирскую эксплуатацию. В Министерстве регистрации воздушных судов также были солидарны с этим мнением и 4 марта отправили в Министерство транспорта и Гражданской авиации письмо, в котором указывали, что не видят препятствий для возобновления пассажирской эксплуатации «Комет 1». Тогда Министерство транспорта и Гражданской авиации отправило в Министерство регистрации воздушных судов письмо, в котором запрашивалось мнение о возобновлении эксплуатации «Комет» с пассажирами. В ответ 5 марта главный маршал авиации сэр Фредерик Боухилл (англ. Frederick Bowhill) прислал протокол, что наиболее вероятной причиной катастрофы рейса BA783 под Калькуттой считается попадание в сильный шторм, а причина катастрофы рейса BA781 возле Эльбы пока не известна, но не исключено, что она имеет схожую природу. К тому же характер и масштаб модификаций свидетельствовал о большой работе в BOAC. На основании вышеизложенного, сэр Фредерик Боухилл рекомендовал возобновить пассажирскую эксплуатацию.
23 марта 1954 года лайнер Comet 1 вернулся на пассажирские линии.

## Сведения о рейсе 201

### Самолёт
De Havilland DH-106 Comet 1 (регистрационный номер G-ALYY, заводской 06011) был выпущен в 1951 году. Оснащён четырьмя турбореактивными двигателями de Havilland Ghost 50 Mk 1, развивавшими силу тяги по 5000 фунтов каждый. Система наддува позволяла вплоть до высоты 40 000 футов (12 200 метров) поддерживать в салоне давление воздуха как на высоте 8000 футов (2400 метров). Максимальный взлётный вес самолёта составлял 48 500 килограммов. 18 сентября того же года (как и Yoke Peter) авиалайнер был зарегистрирован в авиакомпании British Overseas Airways Corporation (BOAC) под бортовым номером G-ALYY и получил имя Yoke Yoke (позывной — George Yoke Yoke). 10 сентября 1952 года совершил свой первый полёт, а 23 сентября сертифицирован, после чего 30 сентября получил сертификат Министерства гражданской авиации.
После катастрофы Yoke Peter 10 января 1954 года всем «Кометам 1» были запрещены полёты и начались их проверки. На Yoke Yoke провели ряд модернизаций по повышению надёжности систем управления и по повышению пожарной безопасности двигателей. 15 февраля фюзеляж подвергли испытаниям под давлением 11 фунтов на кв. дюйм. 24 февраля был направлен на обслуживание. 23 марта наравне с остальными самолётами данного типа вернулся к перевозке пассажиров. На день катастрофы 3-летний авиалайнер налетал 2704 часа, включая 841 час с момента возобновления сертификата лётной годности и не менее 75 часов с момента последней проверки (Check I) от 2 апреля. По данным этой проверки, по самолёту не было никаких существенных замечаний.

### Экипаж
Самолетом управлял опытный экипаж (все были гражданами ЮАР), состав которого был таким:
- Командир воздушного судна (КВС) — 37-летний Виллем К. Мостерт (африк. Willem K. Mostert). Родился 27 апреля 1916 года. Был также квалифицирован на бортинженера. До работы в South African Airways (SAA) проходил службу в ВВС ЮАР, где налетал 2812 часов и работал лётчиком-инструктором. В авиакомпании SAA проработал 7 лет и 9 месяцев (с 10 июня 1946 года), 1 ноября 1946 года повышен до командира, а 15 июня 1949 года стал пилотом-инструктором. 15 мая 1953 года он стал старшим пилотом-инструктором и в тот же день был повышен до старшего командира. В июне 1953 года начал работать на самолётах «Комета 1» и стал инструктором по данным самолётам. Общий налёт в авиакомпании SAA 8159 часов. Налёт на «Кометах 1» за последние 6 месяцев — 51 час днём и 35 часов ночью. По результатам последней проверки от 19 декабря 1953 года был признан опытным пилотом[5].
- Второй пилот — 31-летний Барент Я. Гров (африк. Barent J. Grove). Родился 15 июля 1922 года. Проходил службу в ВВС ЮАР, где налетал 1640 часов. В авиакомпании SAA проработал 1 год и 2 месяца (с 29 января 1953 года) в должности второго пилота, с 26 февраля начал выполнять полёты на «Кометах 1». За последние 90 дней налетал 54 часа, 47 из них на «Кометах 1»[6].
- Штурман — 37-летний Альберт Э. Сишинг (африк. Albert E. Sissing). Родился 1 января 1917 года. Обучение проходил в ВВС ЮАР. В авиакомпании SAA проработал 7 лет и 5 месяцев (с 16 октября 1946 года). Налетал 4840 часов, 201 из них на «Кометах 1» (155 часов в 1953 году и около 51 часа в 1954 году)[6].
- Бортинженер — 33-летний Август Р. Лагесен (африк. August R. Lagesen). Родился 22 мая 1920 года. Во время Второй мировой войны выполнял полёты на различных самолётах. В авиакомпании SAA проработал 8 лет и 1 месяц (с 16 февраля 1945 года). Точных сведений о его налёте нет, с его слов к 11 мая 1950 года налетал свыше 4300 часов, далее до дня катастрофы налетал 2290 часов 35 минут. Налёт на «Кометах 1» 203 часа, в том числе 141 час за последние 90 дней[6].
- Бортрадист — 37-летний Бертрам Э. Веббсток (африк. Bertram E. Webbstock). Родился 17 июня 1917 года. В авиакомпании SAA проработал 7 лет и 11 месяцев (с 23 апреля 1946 года). С 20 июня 1953 года, после непродолжительной службы в Лондоне, начал работать на «Кометах 1», после чего все полёты совершал только на них. Налетал 4373 часа, около 98 из них были за последние 90 дней[6].

В салоне самолёта работали две стюардессы: 
- Памела Рейц (африк. Pamela Reitz), 22 года (родилась 16 февраля 1932 года).
- Якобус Б. Кок (африк. Jacobus B. Kok), 35 лет (родилась 18 декабря 1918 года)[6].

## Катастрофа
De Havilland DH-106 Comet 1 борт G-ALYY был зафрахтован у авиакомпании BOAC южноафриканской авиакомпанией South African Airways (SAA) и выполнял рейс SA201 из Лондона в Йоханнесбург с промежуточными посадками в Риме и Каире, пилотировал его при этом южноафриканский экипаж.
7 апреля лайнер вылетел из Лондона и без происшествий долетел до римского аэропорта Чампино, в Каир рейс 201 должен был вылететь вечером того же дня. Предполётный осмотр самолёта проводил инженер наземной службы авиакомпании BOAC, который обнаружил, что на съёмной панели левой плоскости крыла ослабли 30 болтов, которые крепили эту панель к набору. Причиной этого, как выяснилось, был демонтаж панели в Лондоне во время проведения регламентных работ, после чего панель установили на место. Также после окончания заправки выяснилось, что датчик центрального топливного бака не показывал, что бак полон. Как было установлено при проверке, для устранения данной неисправности требовалась замена коаксиального кабеля, который могли доставить только из Лондона другим самолётом. Это привело к задержке рейса 201 на 24 часа. При замене кабеля часть болтов была откручена, но затем их заменили новыми и затянули должным образом. После выполнения ремонта инженер техобслуживания, который контролировал выполнение работ, провёл визуальный осмотр и был удовлетворён результатом.
Вопрос о том, насколько хорошо самолёт охранялся во время стоянки в аэропорту Чампино, впоследствии потребовал множество показаний и доказательств. Было установлено, что большую часть времени авиалайнер находился под наблюдением инспекторов BOAC. Остальное время самолёт охранялся Итальянской финансовой охраной, основной целью которой было недопущение попадания на самолёт контрабанды. На основании имеющихся сведений было сделано заключение, что посторонние лица на борт рейса 201 не проникали. Кроме проблемы с проводом при дозаправке, других замечаний по лайнеру не было.
8 апреля в 18:32 рейс SA201 вылетел из Рима. На его борту помимо 7 членов экипажа также находились 14 пассажиров и небольшой груз авиазапчастей. Небо в это время покрывал толстый слой облаков, в верхнем слое наблюдалось лёгкое обледенение. Пилоты периодически передавали по радиосвязи в центр УВД в Риме сведения о своём местонахождении. Последний сеанс связи с Римом состоялся в 18:57, когда экипаж доложил о прохождении траверза Неаполь и продолжении набора высоты до эшелона 10 700 метров. В 19:05 экипаж доложил в центр УВД в Каире о выходе из зоны УВД Рима и указал, что расчётное время прибытия в Каир 21:20. После этого рейс SA201 на связь больше не выходил и на вызовы не отвечал. По мнению комиссии, катастрофическая ситуация произошла с лайнером примерно в 19:10 на высоте 10 700 метров или около этого.

## Предварительные выводы
9 апреля к месту падения вышли авианосец «Eagle» и эсминец «Daring» Королевского ВМФ Великобритании. Помощь с воздуха оказывал самолёт США. В полдень с борта самолёта Airspeed Ambassador было сообщено об обнаружении большого масляного пятна в 120 километрах от Неаполя. Следом пришло сообщение, что в 50 километрах от Стромболи обнаружены плавающие обломки и тела погибших. Авианосец «Eagle» направился в данный район, где были найдены отдельные обломки самолёта и 5 тел, ещё 1 тело выбросило на берег. Глубина в районе падения составляла от 520 до 580 морских саженей (950-1060 метров), поэтому подъём обломков в данном случае был бы безнадёжной затеей. 6 найденных тел осматривались профессором Антонио Форнари (итал. Antonio Fornari), который ранее осматривал тела погибших на рейсе BA781, но затем 4 тела были отправлены в Аксбридж (Британская империя), где 12 апреля их осмотрел доктор Тир (англ. Teare). Эти осмотры показали, что тела с рейса SA201 имели такие же повреждения, как и при катастрофе рейса BA781, что дало основания полагать об общей природе обеих катастроф. В связи с этим было принято решение сосредоточиться на изучении причин катастрофы рейса 781, обломки которого затонули на гораздо меньшей глубине (130-180 метров).
Сразу после того, как стало известно о катастрофе рейса 201, авиакомпания BOAC прекратила эксплуатацию «Комет 1», а 12 апреля у данных реактивных авиалайнеров отобрали лётный сертификат.
Председателем комитета, осуществлявшего расследование причин катастроф рейсов BA781 и SA201, был член Палаты лордов барон Лайонел Коэн. Официальное заключение по итогам расследования было представлено 1 февраля 1955 года.

## Заключение комиссии
В своём заключении комиссия указала, что в связи с отсутствием обломков она не может назвать точную причину катастрофы рейса SA201. Но в то же время обращалось внимание на сходство катастроф возле Эльбы и под Неаполем, поэтому причина катастрофы рейса 781 (разрушение фюзеляжа вследствие усталости металла) может быть применена и к катастрофе рейса 201.

## Культурные аспекты
- Наравне с катастрофой «Кометы 1» возле Эльбы, катастрофа под Неаполем показана в американском документальном телесериале Секунды до катастрофы (серия Падение «Кометы») и в канадском документальном телесериале Расследования авиакатастроф (спецвыпуск Разорванные небом)[12][13].
- Катастрофа рейса 201 упоминается в книге И. А. Муромова «100 великих авиакатастроф» в главе Катастрофа «Кометы-1» над Средиземным морем.